# Nitiobroges
Les Nitiobroges sont un peuple gaulois dont le territoire se situait dans l'actuel Agenais. À l'époque de la conquête de la Gaule, il avait à sa tête un roi, Teutomatos, fils d'Ollovico, qui prit part avec ses hommes au sièges de Gergovie et d'Alésia aux côtés de Vercingétorix.

## Nom et étymologie
Le nom même de ce peuple a longtemps posé un problème quant à sa graphie et donc son interprétation. Les sources littéraires antiques (César, Strabon, ou Ptolémée) retiennent la forme « Nitiobriges », mais certaines variantes de César ou la « table de Peutinger » penchent plutôt pour la forme « Nitiobroges ». Quant à l'épigraphie, elle n'est d'aucun secours : les inscriptions portant le mot « Nitiobroges » ne donnant que le début du mot. La découverte à Mailly-le-Camp dans l'Aube d'un torque du milieu du Ier siècle avant notre ère portant trois fois l'inscription « Nitiobroges » en alphabet grec a permis de trancher définitivement la question.

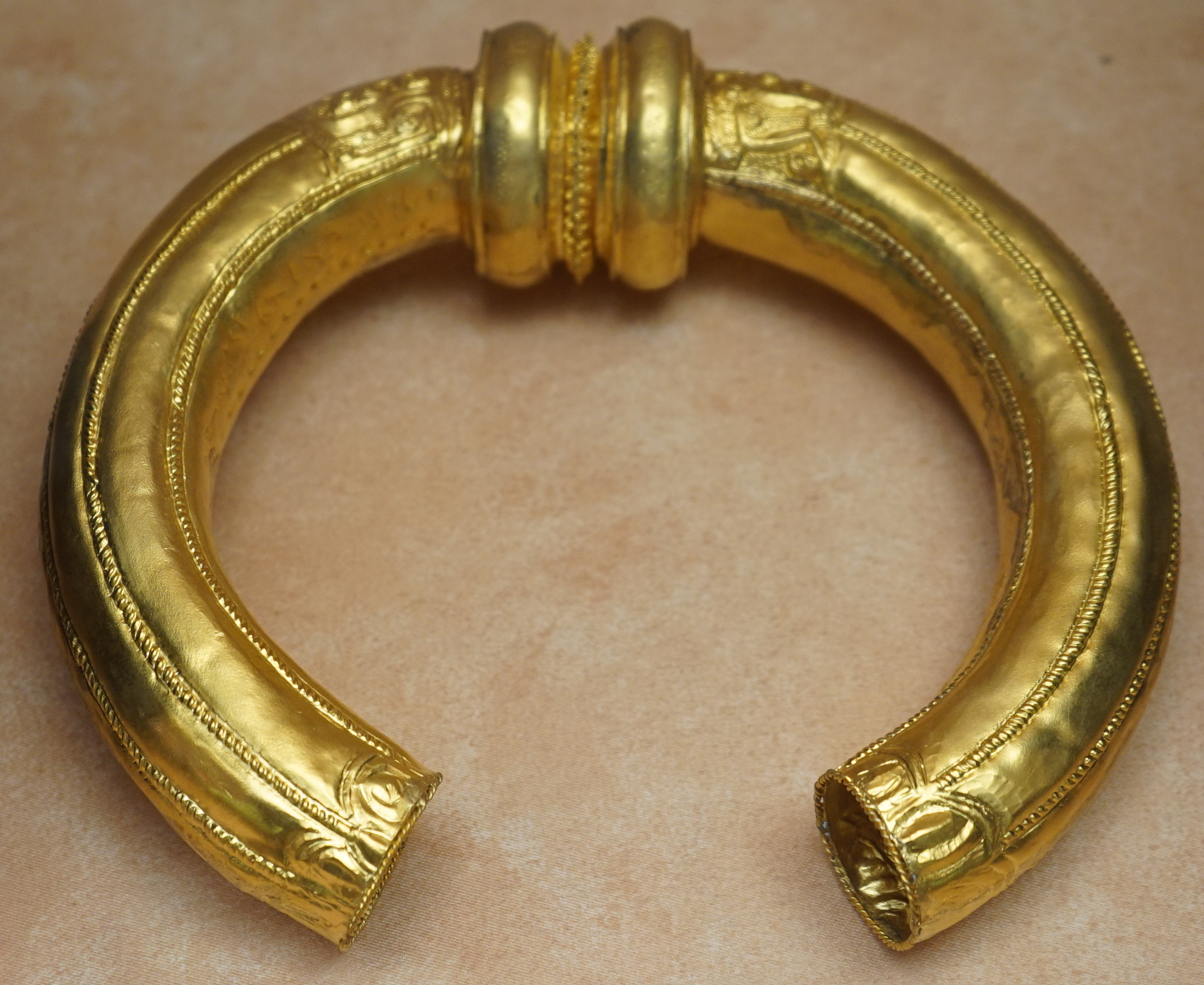
Présenté au musée Saint-Loup.

Leur nom doit signifier « ceux qui occupent leur propre territoire » , « ceux qui sont intégrés à une unité territoriale ou politique donnée » ou « ceux qui ont leur propre pays » par opposition aux Allobroges.

## Historique

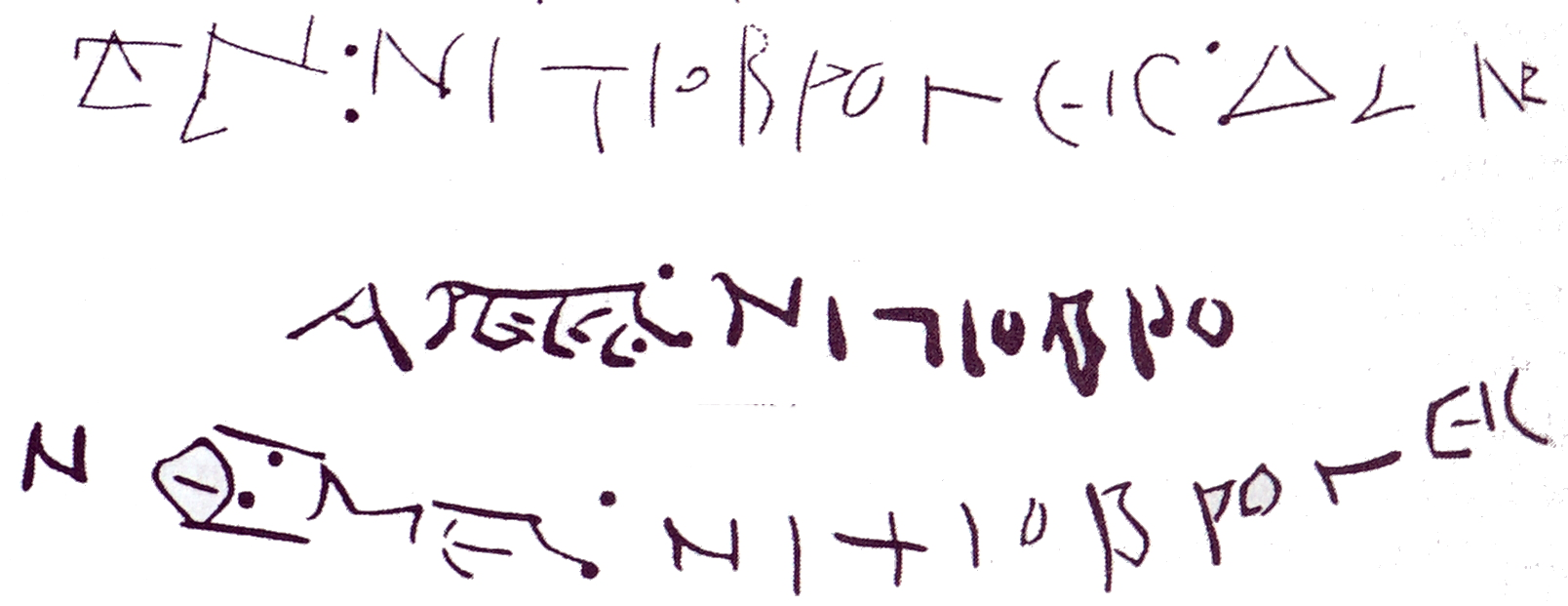
écriture sur le torque de Mailly.

L'installation des Nitiobroges dans la vallée de la moyenne Garonne semble assez tardive puisqu'on la date du IIIe siècle avant notre ère, voire seulement du début du -IIe siècle.
Au début du Ier siècle avant notre ère, leur oppidum principal était Aginnum (plateau de l'Ermitage surplombant la ville actuelle d'Agen).
Les Nitiobroges apparaissent au cours de la Guerre des Gaules aux côtés des Arvernes, lorsqu'ils menacent la Narbonnaise en -52. 
Leur roi Teutomatos eut quelques déboires lors du siège de Gergovie. Ils auraient fourni ensuite 5 000 hommes à l'armée de secours de Vercingétorix enfermé dans Alésia (César, BG, VII, 46 et 75).